# اوتوویتسه (ناحیه کارلووی واری)
اوتوویتسه (به چکی: Otovice) یک منطقهٔ مسکونی در جمهوری چک است که در ناحیه کارلووی واری واقع شده‌است. اوتوویتسه ۴٫۴۱ کیلومتر مربع مساحت و ۶۴۳ نفر جمعیت دارد و ۴۱۷ متر بالاتر از سطح دریا واقع شده‌است.